# JBセントラル駅
JBセントラル駅（JBセントラルえき、マレー語: Stesen Keretapi Johor Bahru Sentral）は、マレーシアのジョホール州ジョホール・バルのマレー鉄道ウエスト・コースト線の駅である。

## 概要
ジョホール・シンガポール・コーズウェイ付近の慢性的な交通混雑を解消するためのマレーシアの国家プロジェクト(Southern Integrated Gateway)の一環でジョホール・バル駅の東側に建設された。なお、JBセントラル駅の供用開始にともないジョホール・バル駅は廃止された。
また、当駅はユーラシア大陸最南端に位置する駅である。

## 歴史

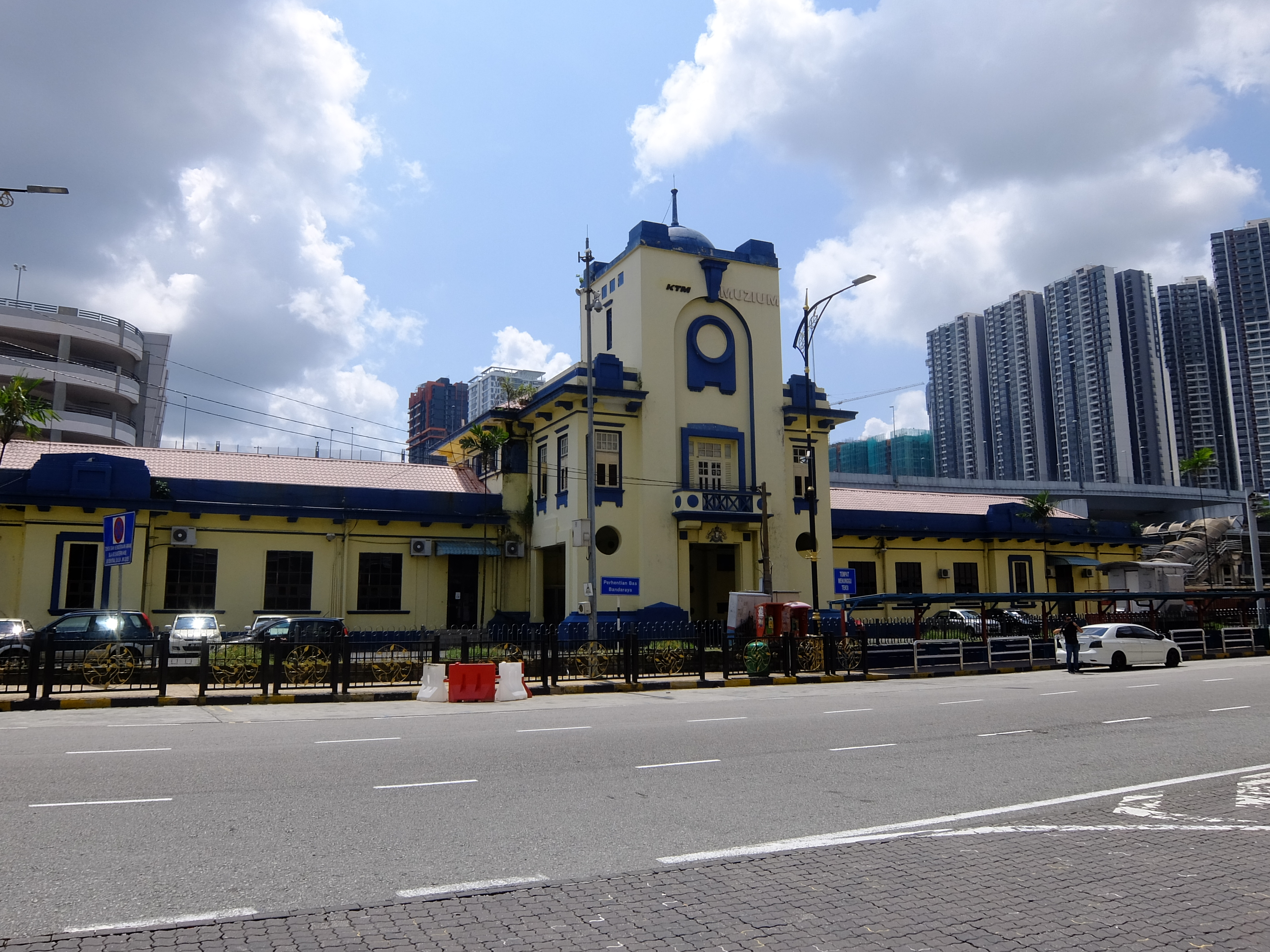
旧駅

- 2003年2月14日 - Southern Integrated Gateway（英語版）計画が公式に開始
- 2006年7月30日 - JBモノレール(LRT)計画発表
- 2010年10月21日 - 開業[1]
- 2015年7月1日 - ウッドランズ・トレイン・チェックポイントとのシャトルサービス開始[2]。当駅以北と以南との直通列車が無くなり、当駅で系統分離される。
- 2026年 ‐ RTS線（英語版）が開業予定。

## 駅構造
正面入口はトゥン・アブドル・ラザク通りに面し、従来のジョホール・バル駅の北側にある。JBセントラル全体面積約79,000m2のうち、鉄道駅は9,500m2である。
ジョホール・バル・シティ・スクエア、スルタン・イスカンダル・ビルディングと歩道橋で接続されている。
旧ジョホール・バル駅の軌道より8m高い位置に3本の島式ホーム(530m×8m)に6本の軌道（最西側の1軌道は、旧ジョホール・バル駅下り線撤去跡に敷設）があり、橋上駅となっている。ホームと出改札階はエスカレーター、エレベーター、階段で結ばれている。
出改札がある3階とホームの間の2階にイミグレーション施設と出発待合室、貴賓室があり、当駅からシンガポールに向かう乗客の出国手続きが行なわれている。なお、入国手続き施設も設置されているが、シンガポール領内のウッドランズ・トレイン・チェックポイントでマレーシアの入国手続きが行われているため、当駅の施設が使用されることはない。
出改札階には両替商やファストフード、コンビニ等の店舗が入居している。
バスターミナル、タクシー乗り場は、鉄道駅東側の地上にある。2,000台収容の駐車場がホームの上層に配置されている。

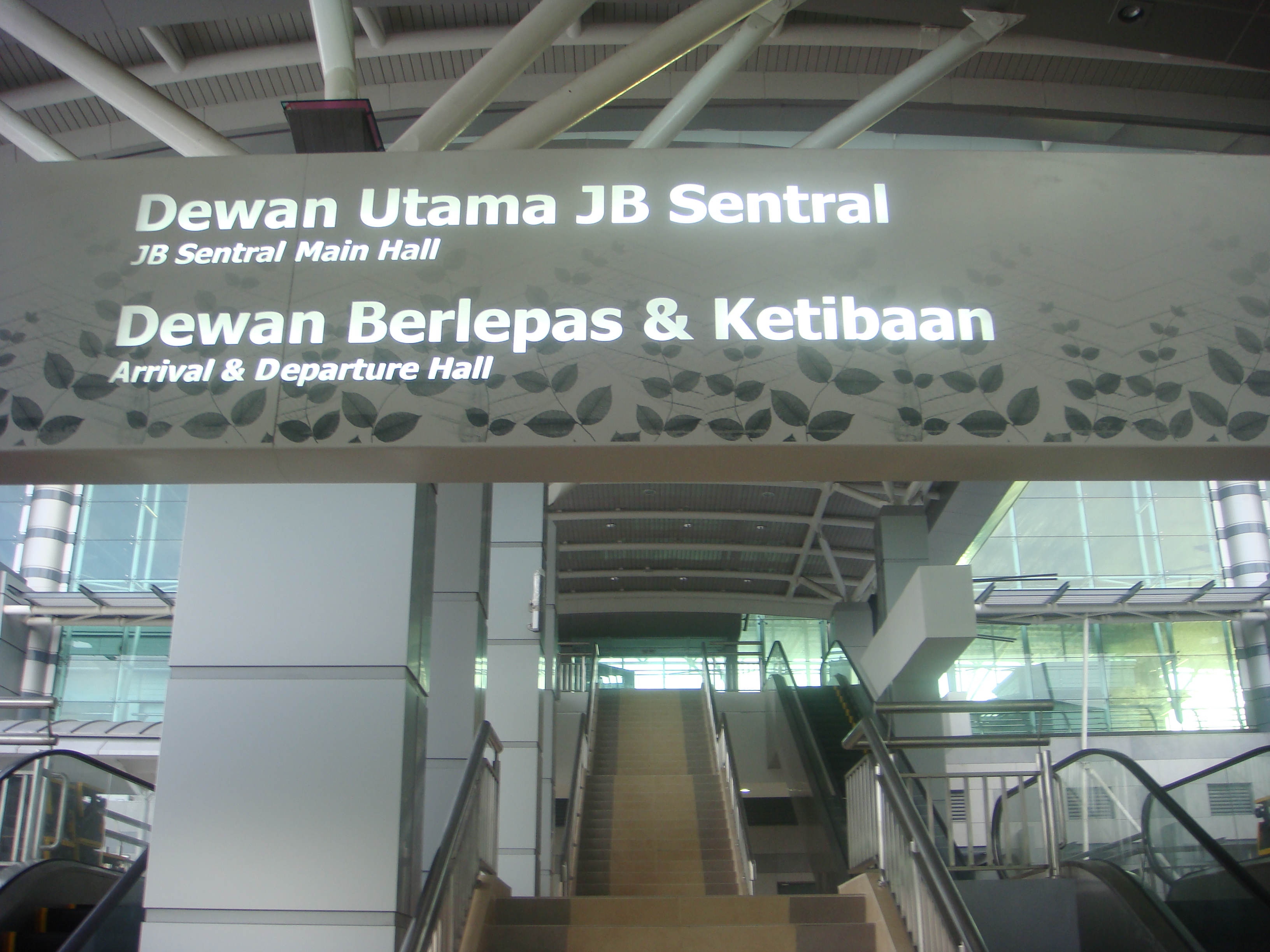
建設中のJBセントラル駅正面入口
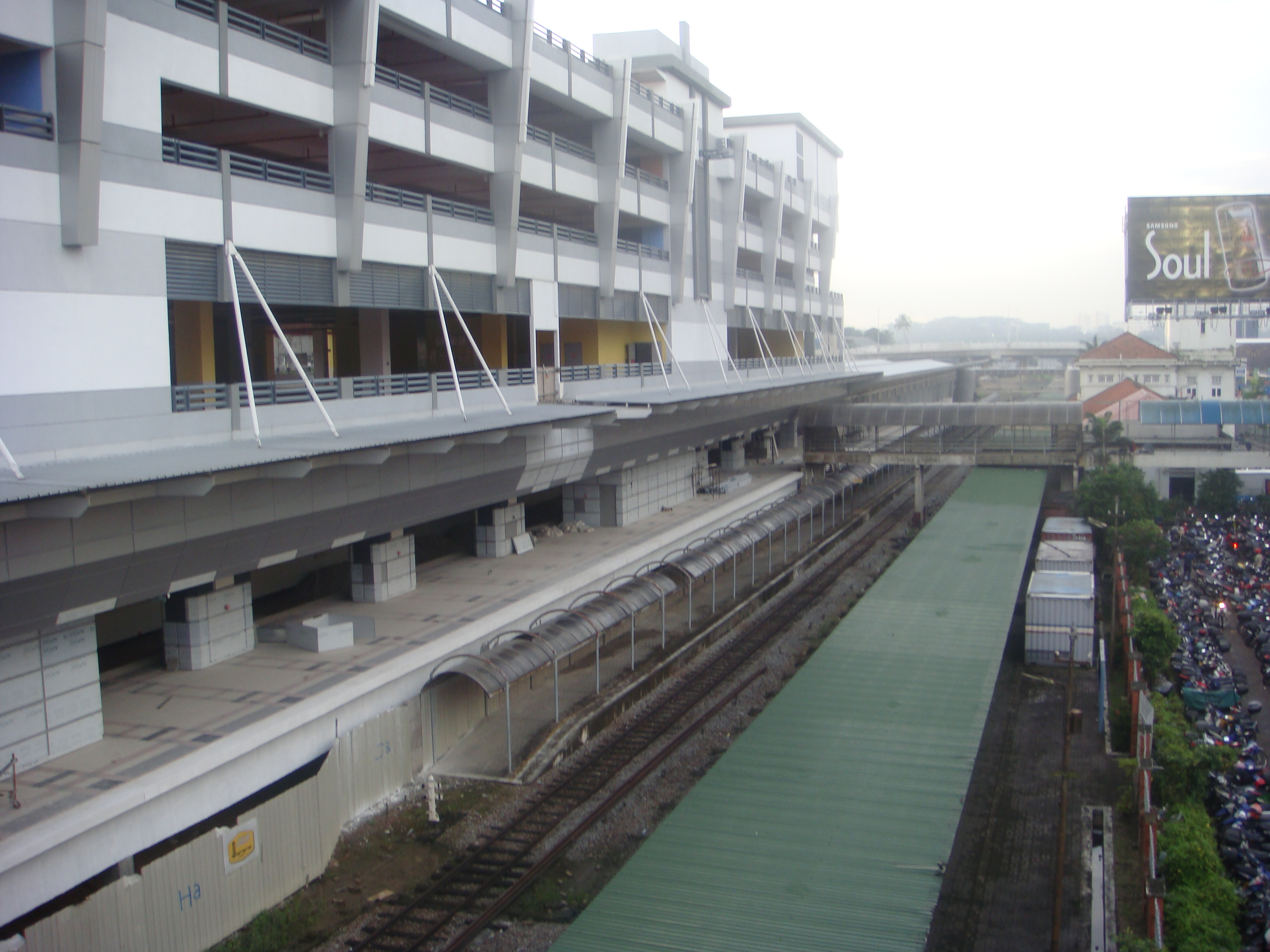
ジョホール・バル駅の東側に建設中のJBセントラル駅ホーム
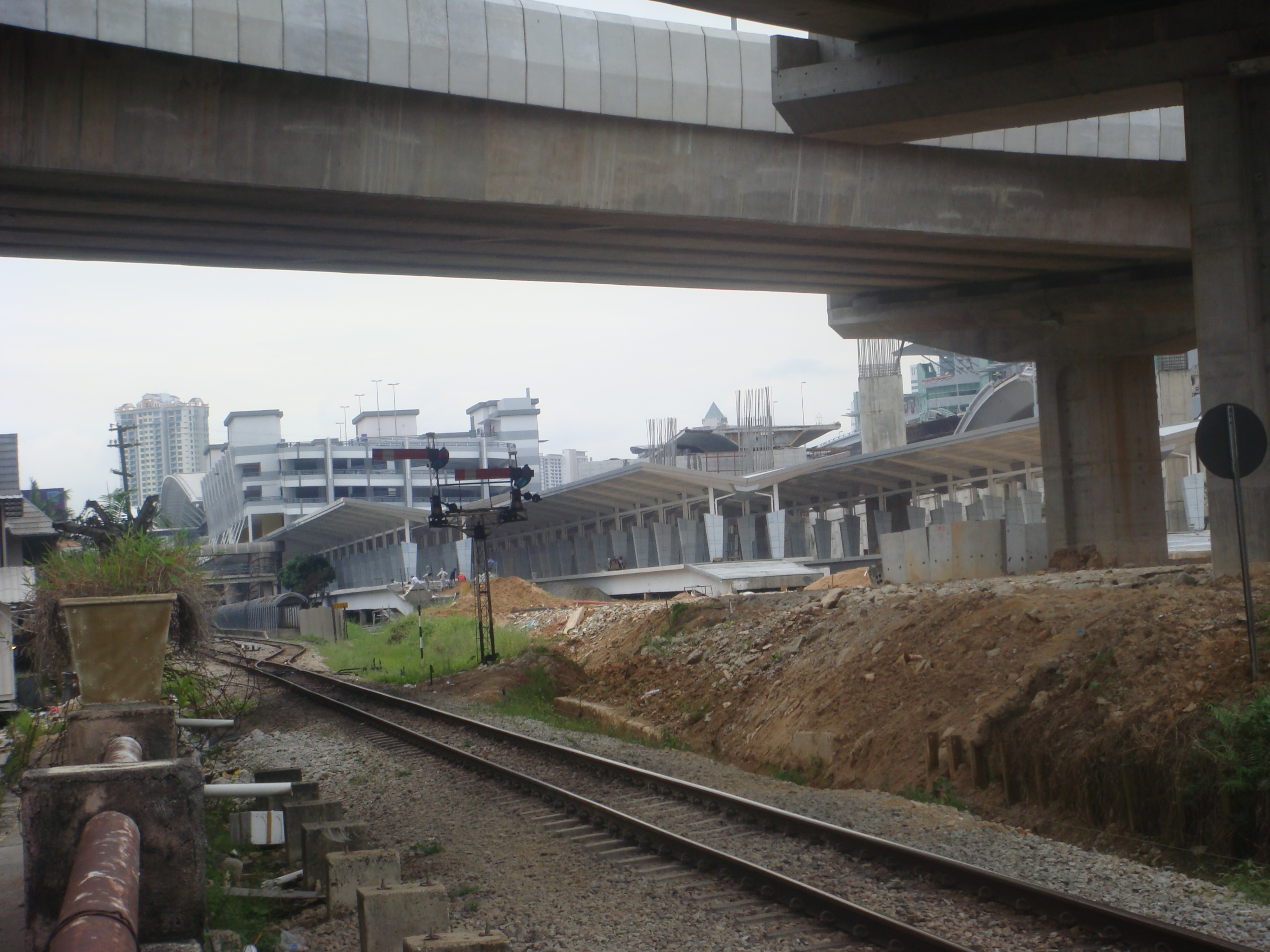
ジョホール・シンガポール・コーズウェイ側から見た建設中のJBセントラル駅ホーム

## 駅周辺
駅西側
- JBシティ・スクエア
- メイバンク シティスクエアJB
- コムターJBCC（英語版、マレー語版）
- ペルサダ・ジョホール国際コンベンションセンター（英語版、マレー語版）

駅東側
- ジョホール・バル・チェックポイント（AH2）

## バスターミナル
ジョホールバル 市内方面
- ラーキン・バスターミナル : CW1, CW2, LM1, 39, 41, 133, 208, 224, 227
- セナイ国際空港 : CWA, A1

シンガポール方面
- クランジ駅 : コーズウェイ・リンク（英語版） CW1, SBSトランジット No.170X, Singapore-Johor Express
- クイーンストリート・バス・ターミナル（英語版） : コーズウェイリンク CW2, SBSトランジット No.170
- ジュロン・イースト : SBSトランジット No.160

近くにあったコタラヤ・バス・ターミナルは廃止された。

## 隣の駅
マレー鉄道
ラクヤット・ティムラン急行(Ekspres Rakyat Timuran)、南急行（Ekspres Selatan）、ETS
クンパス・バル駅 - JBセントラル駅
テブラウシャトル（Shuttle Tebrau）
JBセントラル駅 -  ウッドランズ・トレイン・チェックポイント駅